# Gareth Anscombe

a Compétitions nationales et continentales officielles uniquement.

b Matchs officiels uniquement.
Dernière mise à jour le 1 juillet 2025.
Gareth Anscombe, né le 10 mai 1991 à Auckland (Nouvelle-Zélande), est un joueur international gallois d'origine néo-zélandaise de rugby à XV jouant au poste de demi d'ouverture et d'arrière.

## Biographie

### Débuts de carrière
Anscombe fait ses débuts à Auckland lors de la saison 2010, juste à la fin de son cursus scolaire.
Néo-zélandais de naissance, Gareth Anscombe a disputé en 2011 avec l'équipe de Nouvelle-Zélande des moins de 20 ans le Championnat du monde junior dont il termine meilleur marqueur. Il reste néanmoins sélectionnable pour le pays de Galles par sa mère née à Cardiff, la sélection avec les moins de 20 ans néo-zélandais n'étant pas bloquante contrairement à celle avec les All Blacks.

### Carrière en Super Rugby (2012-2014)
Anscombe joue son premier match en Super Rugby le 2 mars 2012 avec les Blues contre les Chiefs. Il connait sa première titularisation la semaine suivante contre les Bulls. Lors de ce match, il marque les 29 points de son équipe qui s'impose 29 à 23. Malgré cette performance et ses bonnes prestations en ITM Cup, les entraîneurs des Blues ne le retiennent pas et Anscombe est retiré de la liste après l'arrivée de John Kirwan à la tête des Blues. Il est alors annoncé qu'il jouera avec les Chiefs à partir de 2013. En 2013, il prolonge d'un an avec les Chiefs jusque fin 2014.

### Départ au pays de Galles (2014-2023)
En avril 2014, le journal gallois Western Mail annonce que le sélectionneur de l'équipe du pays de Galles, Warren Gatland, envisage de l'intégrer à l'équipe galloise et que les Cardiff Blues lui proposent un contrat pour la saison 2014-2015 de Pro12. 
Le 20 janvier 2015, Anscombe est appelé dans le groupe de 34 joueurs appelés à préparer le Tournoi des Six Nations.
Gareth Anscombe est retenu dans un groupe élargi de 47 joueurs pour la préparation de la Coupe du monde 2015, annoncé par Warren Gatland le 1er juin 2015. Il obtient sa première sélection le 8 août 2015 face à l'Irlande à l'occasion d'un match de préparation pour la Coupe du monde 2015, où il inscrit quatre points, deux transformations. Non retenu dans le groupe de 31 joueurs, il est rappelé avec James Hook après le match face à l'Angleterre pour pallier les blessures de Scott Williams, blessé au genou, et Hallam Amos, épaule démise. Il est titularisé au poste d'arrière lors du dernier match de poule, face à l'Australie, puis lors du quart de finale perdu face à l'Afrique du Sud.
En avril 2019, il est annoncé qu'il rejoint la province des Ospreys à partir de la saison 2019-2020.
En fin de saison 2022-2023, alors qu'il est en fin de contrat avec les Ospreys, il est annoncé qu'il fait son départ de cette équipe. En mai 2023, Warren Gatland le convoque dans une pré-liste de 54 joueurs pour préparer la Coupe du monde 2023.

### Exil au Japon puis retour en Europe
Finalement, en juillet 2023, Gareth Anscombe est annoncé qu'il signe au Japon chez les Tokyo Sungoliath qu'il va rejoindre après la Coupe du monde. Cependant, après sa blessure subit durant la compétition planétaire, le contraignant à se faire opérer et à être indisponible pour une durée de huit à dix semaines, son nouveau club annule son contrat et recrute Nicolás Sánchez à sa place.
À la suite de ce départ raté au Japon, Gareth Anscombe fait se retour en Europe pour de la saison 2024-2025. Libre de tout contrat, il s'engage avec Gloucester.
Après une saison en Angleterre, il signe un contrat d'un an avec l'Aviron bayonnais en Top 14, où il doit compenser la retraite de Camille Lopez,.

## Statistiques en sélection nationale
Au 25 mars 2025, Gareth Anscombe compte 42 sélections en équipe du pays de Galles au cours desquelles il marque 168 points (35 pénalités, 30 transformations, 1 drop).
Il participe à deux éditions de la Coupe du monde, en 2015 où rappelé après des blessures, il joue deux rencontres, face à la l'Australie et l'Afrique du Sud. Et en 2023 où il affronte le Portugal, l'Australie.
Il participe aux éditions du Tournoi des Six Nations, en 2016, 2017, 2018, 2019 et 2022. Il remporte le Grand Chelem en 2019 avec le pays de Galles.

## Palmarès

### En franchise et province
- Finaliste du National Provincial Championship en 2012 avec Auckland.
- Vainqueur du Super Rugby en 2013 avec les Chiefs.
- Vainqueur du Challenge européen en 2018 avec les Cardiff Blues.

### En équipe nationale
- Vainqueur du Championnat du monde junior en 2011 avec l'équipe de Nouvelle-Zélande des moins de 20 ans.
- Vainqueur du Tournoi des Six Nations en 2019 (Grand Chelem) avec l'équipe du pays de Galles.
- Vainqueur de la Triple couronne en 2019 avec l'équipe du pays de Galles.

### Distinctions personnelles
- Meilleur réalisateur du Championnat du monde junior en 2011 (86 points).